# NGC 4013
NGC 4013 (również PGC 37691 lub UGC 6963) – galaktyka spiralna (Sb), znajdująca się w gwiazdozbiorze Wielkiej Niedźwiedzicy w odległości 55 milionów lat świetlnych. Jest skierowana do nas brzegiem dysku, wzdłuż którego widać ciemne pasmo pyłu. Została odkryta 6 lutego 1788 roku przez Williama Herschela.
W galaktyce zaobserwowano supernową SN 1989Z.

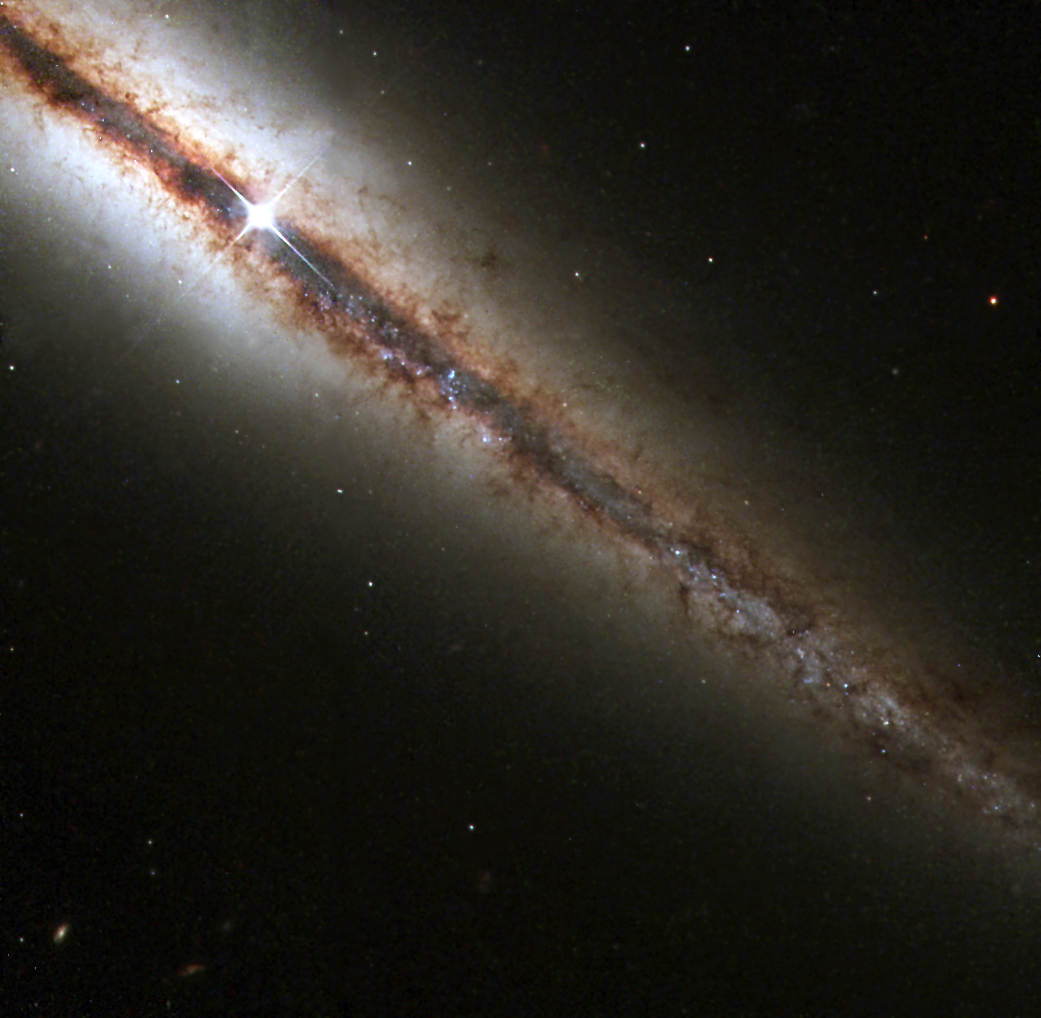
Zdjęcie ukazujące szczegóły dysku galaktyki